# جيمس بيست برات
جيمس بيست برات (بالإنجليزية: James Bissett Pratt)‏ هو فيلسوف أمريكي، ولد في 22 يونيو 1875 في إلميرا في الولايات المتحدة، وتوفي في 15 يناير 1944.
كان برات الطفل الوحيد لدانيال رانسوم برات وكاثرين جراهام مردوخ. كان لديه تقدير مبكر لقراءته من قبل والدته ، وأعجب بشكل خاص بمثالية رالف والدو إيمرسون في شبابه. تخرج برات من أكاديمية الميرا الحرة في عام 1893 ، ثم التحق بكلية ويليامز ، وتخرج في عام 1898.

## كتابات
- القيم الأبدية للدين[2] 1950
- العقل في فن الحياة[3] 1949
- حج البوذية 1928
- السلوكية والوعي 1922
- المادة والروح 1922
- الوعي الديني: دراسة نفسية 1920
- مقالات في الواقعية النقدية 1920 (مجموعة مقالات بمقال واحد الواقعية النقدية وإمكانية المعرفة بواسطة برات)
- الديمقراطية والسلام 1916
- الهند وأديانها[4] 1915
- ما هي البراغماتية؟[5] 1909
- سيكولوجية المعتقد الديني 1907